# Нордейк (Гелдерланд)
Нордейк (нід. Noordijk) — село в нідерландській провінції Гелдерланд. Входить до муніципалітету Беркелланд. Перша згадка про населений пункт датується 1188 роком. Тоді село мало назву Нортвік (нід. Nortwic, досл. «Північна околиця»), підкреслюючи його розташування безпосередньо на північ від міста Неде.